# Broeksittard
Broeksittard (Limburgs: Broukzittert) is een voormalig kerkdorp met ongeveer 1700 inwoners in de Nederlandse provincie Limburg, thans een woonwijk van de plaats Sittard. Het dorp lag ten oosten van de stad Sittard, waarmee het volledig aaneengegroeid was, tegen de Duitse grens. Samen behoorden zij tot de gemeente Sittard-Geleen.

## Geschiedenis en karakteristiek
Broeksittard wordt voor het eerst officieel vermeld als Bruchsitert (moeras-Sittard) in een document uit het jaar 1144. Het dorp is ontstaan in de vroege middeleeuwen bij een gebied dat zeer geschikt was om vee te houden. Bestuurlijk valt de plaats van oudsher onder Sittard. Met Sittard maakte het deel uit van het Gulikse gebied. Broeksittard is van 1817 tot 1942 een zelfstandige gemeente geweest. Op 30 september 1942 werd de gemeente Broeksittard (met toen 992 inwoners) door de Duitse bezetter opgeheven en weer volledig bij Sittard gevoegd. Dit gebeurde na ontslagname van burgemeester Corbey naar aanleiding van voor hem (en een aantal andere Limburgse burgemeesters) onaanvaardbare maatregelen van de Duitse bezetter; Corbey is daarna actief geweest in het verzet.
Na de Tweede Wereldoorlog groeide Sittard steeds meer in oostelijke richting en maakte het tot dan toe agrarische gebied plaats voor woonwijken. Broeksittard wordt nu begrensd door de naoorlogse wijken Stadbroek en Vrangendael en door de recentere wijken Europapark en Kempehof. Hoewel het dorp nog steeds eigen plaatsnaamborden heeft wordt Broeksittard zelf formeel ook gezien als een woonwijk van Sittard. Het dorpse karakter van Broeksittard is nochtans goed in stand gehouden, met name in het oudste deel. Alleen aan de Duitse zijde ligt nog open gebied, het dal van de Roode Beek. Ca. 300 meter verder ligt de plaats Tüddern (in het Nederlands nog vaak Tudderen genoemd).

## Kerk
In het oude deel van Broeksittard staat de Onze-Lieve-Vrouw Geboortekerk, gebouwd in 1934 naar een ontwerp van de Sittardse architect Jos Wielders. Deze kerk verving een oude zaalkerk die bij de bouw van de nieuwe kerk werd afgebroken. Beeldhouwer Jean Weerts zorgde voor de beelden, waaronder het H. Hartbeeld.
In Broeksittard staat er ook een Mariakapel.

## Verenigingsleven
- Voetbalclub Sporting Sittard '13
- Tennisvereniging Orient
- Schutterij Lambertus
- Fanfare Sint Caecilia
- Carnavalsvereniging de Mechelkes

## Activiteiten
- Carnaval
- Wijkontmoetingsdag
- Bölkestreffe; Schutterij Sint Lambertus
- Kermis & Koningschieten
- Sint Maarten

## Nabijgelegen kernen
Tüddern, Sittard, Wehr, Hillensberg

## Geboren in Broeksittard
- Leo Ehlen (1953-2016), oud-speler van Roda JC